# Attentats de Dublin et Monaghan
Les attentats de Dublin et Monaghan ont lieu le 17 mai 1974 à Dublin et Monaghan en Irlande, au troisième jour de la grève loyaliste de l'Ulster Workers' Council en Irlande du Nord. Quatre voitures piégées (trois à Dublin, une à Monaghan) explosent à 17 h 30 (Dublin) et 18 h (Monaghan), faisant 33 morts (26 à Dublin, 7 à Monaghan) et 258 blessés. C'est l'attentat le plus meurtrier du conflit nord-irlandais.
Les groupes paramilitaires loyalistes nient toute implication dans ces attentats, néanmoins, Sammy Smyth, porte-parole de l'Ulster Defence Association et de l'Ulster Workers' Council , déclare : « I am very happy about the bombings in Dublin. There is a war with the Free State and now we are laughing at them. » (« Je suis vraiment content à propos de ces explosions à Dublin. Il y a une guerre avec l'État libre (ndlr : référence à l'État libre d'Irlande) et maintenant nous rigolons d'eux. »).
À la suite d'un reportage télévisé, l'UVF fait paraître le 15 juillet 1993 un communiqué revendiquant les attentats. Certains historiens, journalistes et victimes pensent que les services secrets britanniques sont à l'origine de cette attaque,.

## Explosions

### Dublin

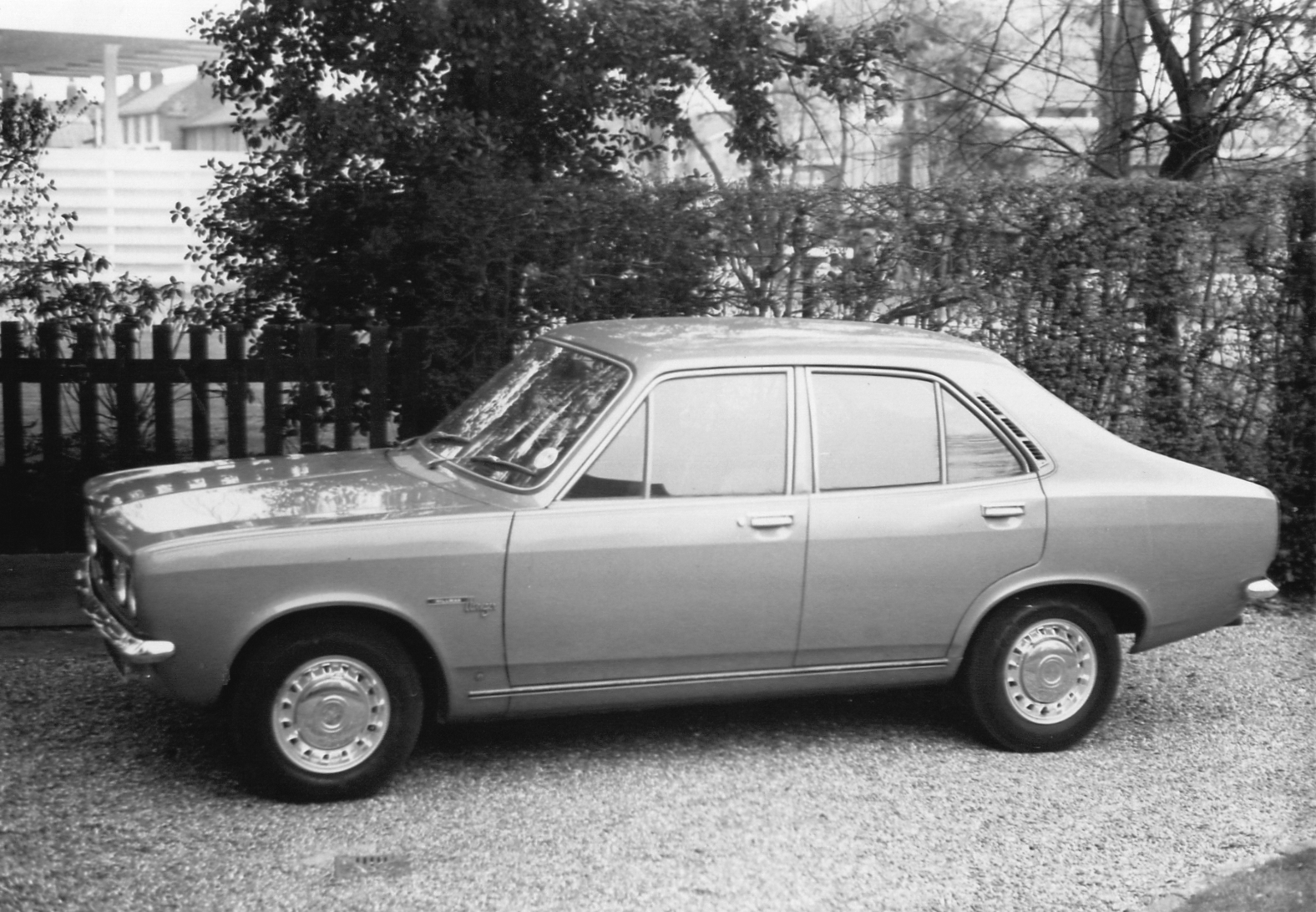
Modèle de voiture de 1970 Hillman Avenger utilisé pour l'attentat de Parnell Street à Dublin.

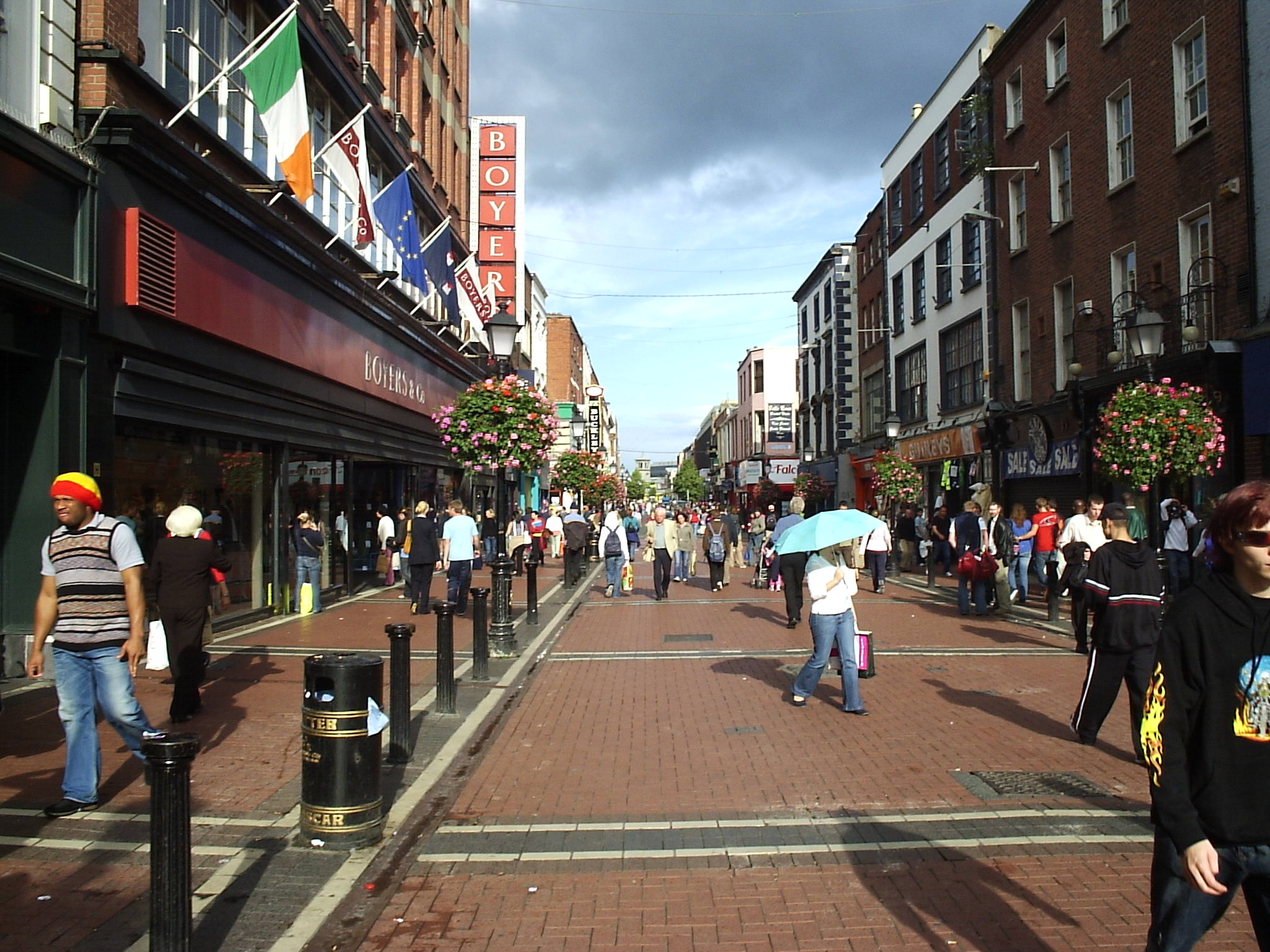
Talbot Street, vue en 2006.

Le vendredi 17 mai 1974, vers 17 h 30, sans préavis, trois voitures piégées explosent au centre-ville de Parnell Street, à Talbot Street et à South Leinster Street pendant l’heure de pointe. Les rues sont toutes orientées est-ouest depuis des quartiers animées jusqu'aux gares ferroviaires. À cette période, les bus de Dublin sont en grève, il y a ainsi plus de monde que d'habitude dans les rues. Selon l’un des officiers supérieurs de l’armée irlandaise, le commandant Patrick Trears, les bombes sont si bien réalisées que 100% de chaque bombe a explosé lors de la détonation. Vingt-trois personnes décèdent dans ces explosions et trois autres des suites de leurs blessures au cours des jours et des semaines qui suivent. De nombreuses victimes sont des jeunes femmes originaires de villes rurales employées dans la fonction publique. Une famille entière du centre de Dublin est tuée. Deux des victimes sont étrangères : un Italien et une Française d'origine juive dont la famille avait survécu à l'Holocauste.

#### Première bombe
La première des trois voitures piégées de Dublin explose vers 17h28 sur Parnell Street, près de l'intersection avec Marlborough Street. Elle se trouve sur parking devant le pub Welcome Inn et le supermarché Barry, respectivement au 93 et au 91, rue Parnell, près des pompes à essence. Les devantures des magasins et les voitures sont détruites. Les gens sont projetés dans toutes les directions. Une Mini qui est garée derrière la voiture piégée est lancée sur le trottoir à angle droit. Un survivant décrit « a big ball of flame coming straight towards us, like a great nuclear mushroom cloud whooshing up everything in its path » (« une grosse boule de feu venant tout droit vers nous, comme un grand nuage de champignon nucléaire qui heurte tout sur son passage »). La voiture piégée est une Hillman Avenger (modèle vert métallique de 1970), immatriculée DIA 4063. Elle fait face à O'Connell Street, la principale artère de Dublin. Cette voiture, comme les deux autres voitures piégées, a ses plaques d’immatriculation originales. Elle a été volée à Belfast le matin même.

#### Deuxième bombe
La deuxième voiture piégée de Dublin explose vers 17h30 sur Talbot Street, près de l'intersection avec Lower Gardiner Street. La rue Talbot est la principale voie de communication entre le centre-ville et la gare ferroviaire de Connolly, la principale gare de Dublin. Elle est garée au 18 rue Talbot, du côté nord, en face du grand magasin Guiney's. La voiture est une Ford Escort bleu métallique, immatriculée 1385 WZ. Elle est volée le matin même dans le port de Belfast. L'explosion endommage des bâtiments et des véhicules des deux côtés de la rue. Des personnes sont gravement brûlées ou sont frappées par des éclats d'obus, des éclats de verre et des débris ; certaines personnes sont projetées à travers les fenêtres des magasins. 
Douze personnes sont tuées et deux autres sont mortes au cours des jours et des semaines qui suivent. Treize des quatorze victimes étaient des femmes, dont une enceinte de neuf mois. Une jeune femme se trouvant près de la voiture piégée est décapitée ; le seul indice quant à son sexe est la paire de bottines marron qu'elle porte. Plusieurs autres personnes perdent des membres et un homme est empalé dans l'abdomen par une barre de fer. Plusieurs corps gisent dans la rue pendant une demi-heure, les ambulances ayant du mal à traverser les embouteillages. Au moins quatre corps sont retrouvés sur le trottoir à l'extérieur du magasin Guineys. Les corps des victimes sont couverts par des journaux jusqu’à ce qu’ils soient retirés des lieux.

#### Troisième bombe
La troisième bombe explose vers 17h32 sur South Leinster Street, près des grilles du Trinity College et non loin de Leinster House, le siège de l'Oireachtas. Deux femmes sont tuées directement ; se trouvant très proches de l'épicentre de l'explosion. La voiture piégée était une Austin 1800 bleue portant le numéro HOI 2487; comme la voiture de Parnell Street, elle est volée le matin même à Belfast. Des étudiants en soins dentaires du Trinity College se précipitent sur les lieux pour soigner les blessés.

### Monaghan
Près de quatre vingt dix minutes plus tard, vers 18h58, une quatrième voiture piégée (pesant 150 livres) explose au centre de la ville Monaghan, juste au sud de la frontière avec l’Irlande du Nord. Elle est garée devant le pub Greacen, propriété d'un protestant, sur North Road. La voiture est une Hillman Minx (modèle 1966 vert) immatriculée 6583 OZ, volée plusieurs heures auparavant sur un parking de Portadown. Comme à Dublin, aucun avertissement n'est donné. Cette bombe tue cinq personnes et deux autres décèdent dans les semaines suivantes. Il y a des preuves que la voiture piégée est stationnée cinq minutes avant l'explosion. Le site de l'explosion, qui se trouve à environ 300 mètres d'un poste de police, est surveillé par une équipe de huit policiers à partir de 19h00 le 17 mai jusqu'à 14h30 le 19 mai, date à laquelle l'examen technique de la zone est terminé. L’analyse scientifique des fragments de métal prélevés sur le site suggère que la bombe se trouvait dans un baril de bière ou dans un conteneur similaire. Il est suggéré que la bombe de Monaghan est une « attaque de soutien » ; une diversion pour éloigner la sécurité de la frontière et aider ainsi les responsables des attaques de Dublin à retourner en Irlande du Nord.

## Conséquences

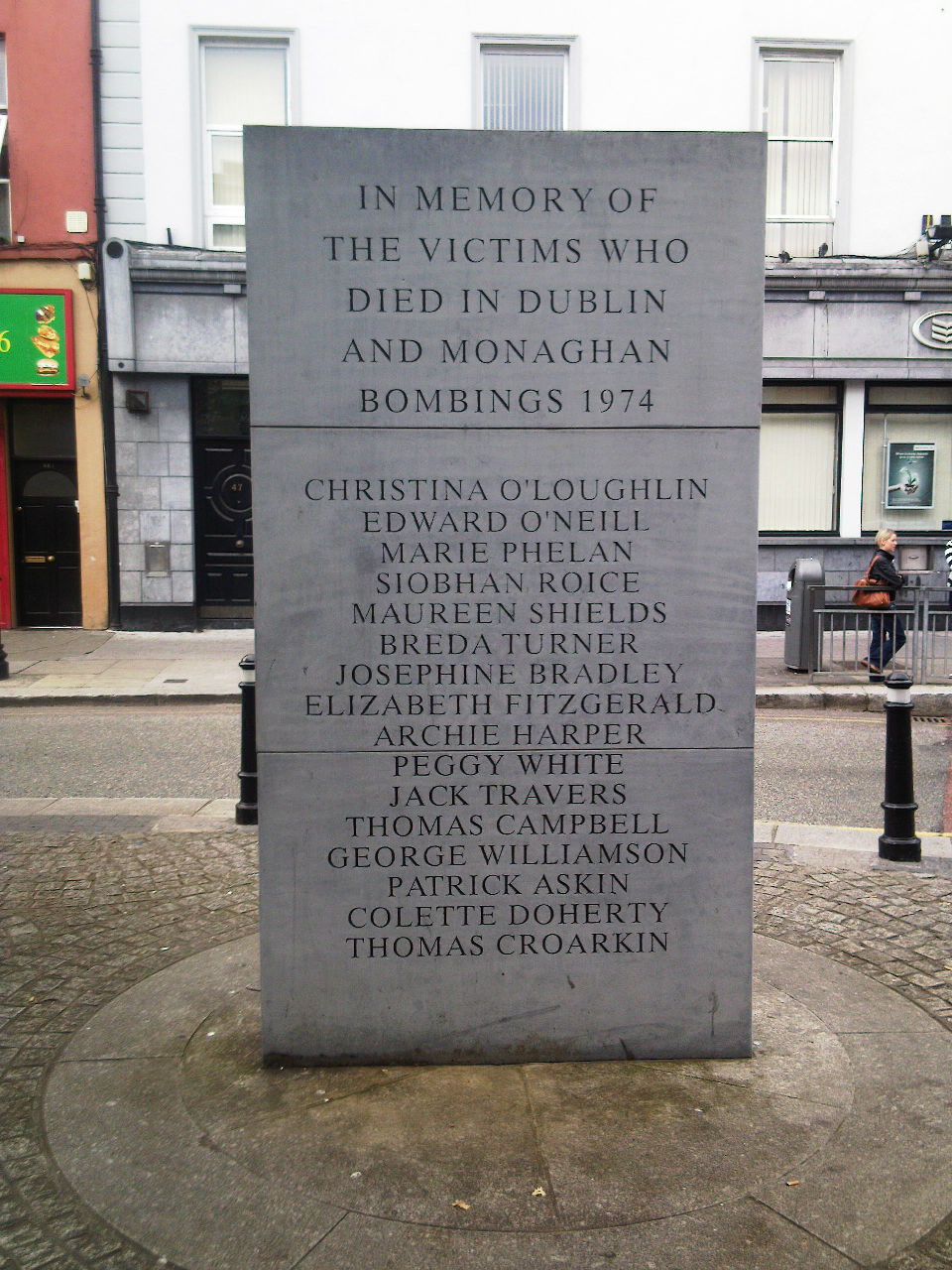
Mémorial pour les victimes à Talbot Street, Dublin.

Après les explosions, des passants se sont précipités pour aider les blessés et le personnel d'intervention d'urgence est intervenu en quelques minutes. Les hôpitaux de Dublin sont mis en attente pour recevoir des victimes. Cependant, les opérations de secours à Dublin sont entravées par une forte circulation en raison de la grève des bus. Des secouristes, estimant que les secours n’arrivent pas assez vite, embarquent des blessés dans des voitures pour les conduire à l'hôpital le plus proche. Des voitures de la Garda Síochána (la police irlandaise) escortent les docteurs dans les rues bondées pour porter secours aux blessés. En découvrant ce qu'il vient de se passer, de nombreuses personnes proposent immédiatement du sang.
Paddy Doyle de Finglas, qui perd sa fille, son beau-fils et deux petites-filles dans l’explosion de Parnell Street, décrit la scène de la morgue de Dublin comme un « abattoir » avec des travailleurs « putting arms and legs together to make up a body » (prenant des bras et jambes pour faire des corps).
À 18h00, après que tous les morts et les blessés soient enlevés, les agents de police bouclent les trois sites de Dublin. Quinze minutes plus tôt, à 17h45, des ordres sont donnés pour tenter d'empêcher les responsables des attentats de fuir le pays. Des officiers de police sont envoyés à Connolly Station, Busáras, Dublin Airport, au B&I car ferry port, ainsi qu'au bateau postal de Dún Laoghaire. Dans la soirée du 17 mai, des policiers des sections balistique, photographie, cartographie et empreintes digitales visitent les trois sites de Dublin et examinent les débris.
Certains récits donnent un total de 34 ou 35 morts : 34 en incluant l'enfant à naître de la victime Colette Doherty, enceinte de neuf mois ; et 35 en incluant le dernier enfant mort-né] d'Edward et Martha O'Neill. Edward a été tué à Parnell Street. Martha O'Neill n'a pas été touchée par l'attaque , bien que deux de leurs enfants soient grièvement blessés ; l'un d'eux, un garçon de quatre ans, a subi de graves blessures au visage. La fille de Colette Doherty, âgée de 22 mois, a survécu à l'explosion de la rue Talbot ; elle est retrouvée errante à proximité du site de la bombe, relativement indemne. Six semaines après les attentats, la vieille mère de Thomas Campbell, tué dans l'attentat de Monaghan, succombe au choc qu'elle a reçu à la mort de son fils. La femme d'affaires Mary Guiney, propriétaire de Clerys, est également prise dans l'attentat mais survit.
En raison de ces attentats à la bombe, l’armée irlandaise retire ses troupes des missions de l’ONU pendant quatre ans.

## Réactions

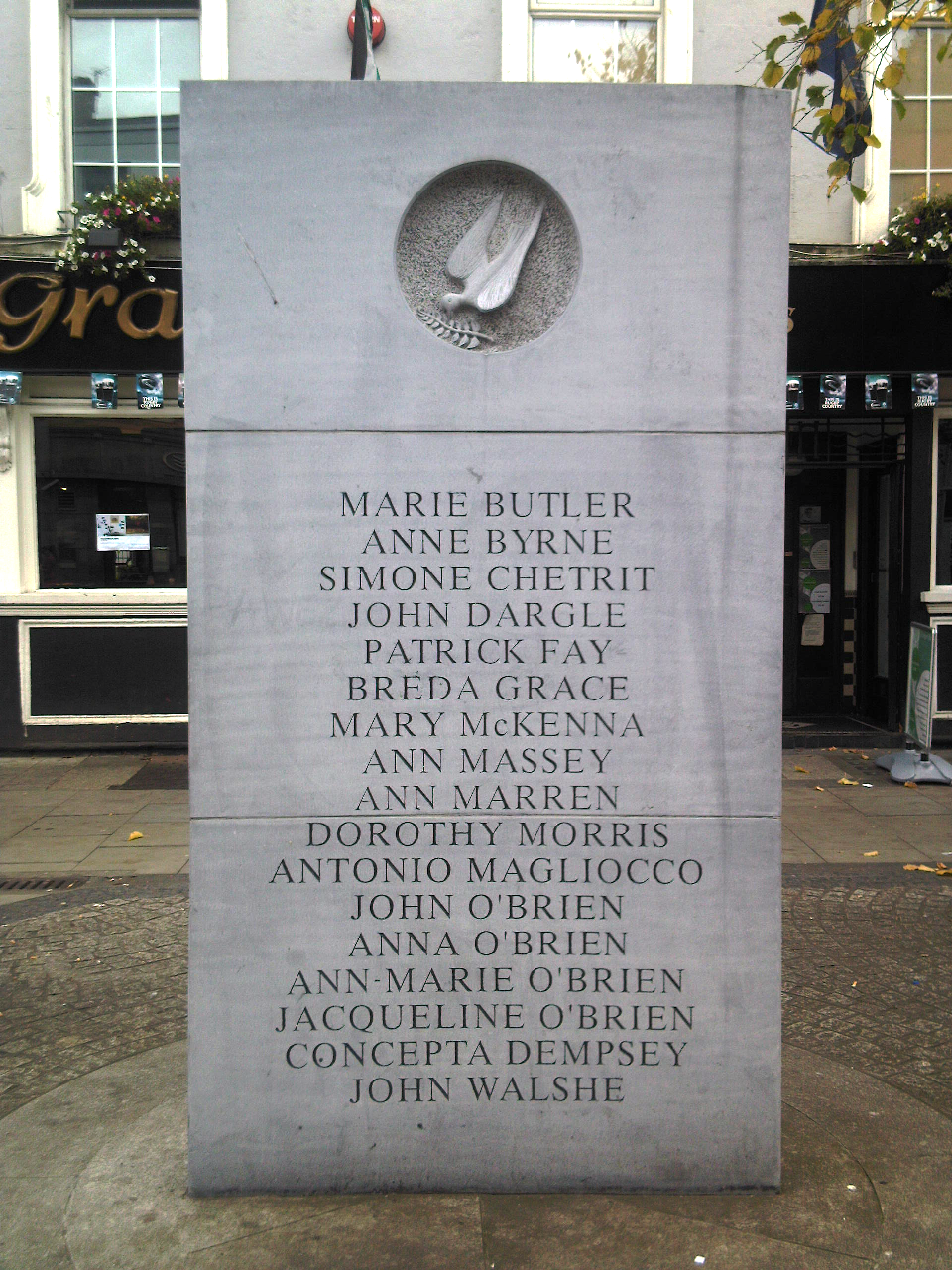
Arrière du mémorial de Talbot Street.

En Irlande du Nord, Sammy Smyth, alors attaché de presse de l'Ulster Defence Association (UDA) et de l'Ulster Workers' Council déclare « I am very happy about the bombings in Dublin. There is a war with the Free State and now we are laughing at them », qui se traduit par « Je suis très content à propos des bombes à Dublin. Il y a une guerre avec l'État libre et maintenant on se moque d'eux. ». Cependant, ni l'UDA et l'UVF ne reconnaissent leur responsabilité. Un « Captain Craig » téléphone au Irish News et au Irish Times, revendiquant la responsabilité des attentats au nom de la « Red Hand Brigade », qui serait un nom de couverture.
Les gouvernements irlandais et britannique condamnent les attentats et le gouvernement irlandais promet de poursuivre les responsables. Cependant, les familles des victimes et d'autres personnes se sont plaintes de la réaction du gouvernement irlandais. Le gouvernement (Fine Gael et Parti travailliste) refuse de donner un jour de deuil national, parce que, selon un porte-parole du Bureau d’information du gouvernement, « More than 1,000 people have now died in the current Troubles » (plus de 1 000 personnes sont mortes dans les troubles actuels). Le gouvernement précédent avait organisé une journée de deuil national pour les Bloody Sunday, fusillades en Irlande du Nord. Une décision est également prise de ne pas mettre le drapeau national en berne, mais ceci est rapidement annulé.

À Leinster House, à environ 300 mètres du site de l'explosion de la rue South Leinster, des responsables politiques évoquent les attentats à la prochaine session du Dáil Éireann. Les déclarations des ministres du gouvernement semblent suggérer que les attentats soient le résultat inévitable des actions de l'IRA.  Taoiseach (premier ministre) Liam Cosgrave, du Fine Gael, a enregistré son dégoût et ajouté : 
The blood of the innocent victims of last Friday's outrage—and of the victims of similar outrages in the North and in England—is on the hands of every man who has fired a gun or discharged a bomb in furtherance of the present campaign of violence in these islands—just as plainly as it is on the hands of those who parked the cars and set the charges last Friday. In our times, violence cannot be contained in neat compartments and justified in one case but not in another.
 Le sang des victimes innocentes de l’indignation de vendredi dernier - et des victimes d’attentats similaires dans le nord et en Angleterre - est du ressort de chaque homme qui a tiré un coup de feu ou une bombe en prévision de la présente campagne. de violence dans ces îles - tout aussi clairement que sur les mains de ceux qui ont garé les voitures et ont mis les charges vendredi dernier. À notre époque, la violence ne peut être contenue dans des compartiments propres et justifiée dans un cas, mais pas dans un autre.

Le leader de l'opposition Jack Lynch, de Fianna Fáil, est écœuré par les événements cruels et a également élargi la question du blâme : 
Every person and every organisation which played any part in the campaign of bombing and violence which killed and maimed people and destroyed property in Belfast, Derry or any other part of our country and indeed in Britain over the past five years, shares the guilt and the shame of the assassins who actually placed these bombs on the streets of Dublin and Monaghan last Friday.
Toutes les personnes et organisations qui ont participé à la campagne d'attentats et de violences qui ont tué et mutilé des personnes et détruit des biens à Belfast, Derry ou ailleurs au Royaume-Uni ces cinq dernières années partagent la culpabilité et la honte des assassins qui ont placé ces bombes dans les rues de Dublin et de Monaghan vendredi dernier.
Dans des notes secrètes, Arthur Galsworthy, alors ambassadeur du Royaume-Uni en Irlande, a noté les réactions à Dublin immédiatement après les attentats. Il a déclaré que les attentats avaient durci les attitudes contre l'IRA : 
There is no sign of any general anti-Northern Protestant reaction... The predictable attempt by the IRA to pin the blame on the British (British agents, the SAS, etc) has made no headway at all... It is only now that the South has experienced violence that they are reacting in the way that the North has sought for so long... it would be... a psychological mistake for us to rub this point in... I think the Irish have taken the point.
Il n'y a aucun signe de réaction générale anti-protestants... La tentative prévisible de l'IRA de rejeter la faute sur les Britanniques (agents britanniques, SAS, etc.) n'a pas progressé du tout... Ce n'est que maintenant que le Sud a fait l'expérience de la violence qu'il réagit de la manière que le Nord attendait depuis si longtemps... Ce serait... une erreur psychologique pour nous d'insister sur ce point... Je pense que les Irlandais ont compris.

## Dans la culture populaire
Ce tragique événement est relaté par U2 en 2014 dans sa chanson Raised by Wolves, parue sur l'album Songs of Innocence, Bono y décrit le crime et attaque les motifs de celui-ci. Bono expliquera à la sortie de l'album qu'il aurait dû se trouver au lieu de l'attentat ce jour-là: C'est un changement d'itinéraire imprévu sur le chemin du retour qui lui a finalement sauvé la vie.[réf. nécessaire]